# Паламос
Паламо́с (кат. Palamós, вимова літературною каталанською [pəłə'mos]) - муніципалітет, розташований в Автономній області Каталонія, в Іспанії. Код муніципалітету за номенклатурою Інституту статистики Каталонії - 171181. Знаходиться у районі (кумарці) Баш-Ампурда (коди району - 10 та BM) провінції Жирона, згідно з новою адміністративною реформою перебуватиме у складі Баґарії (округи) Жирона. 

## Назва муніципалітету
Назва муніципалітету походить .

## Населення
Населення міста (у 2007 р.) становить 17.400 осіб (з них менше 14 років - 15,1%, від 15 до 64 - 68,3%, понад 65 років - 16,5%). У 2006 р. народжуваність склала 201 особа, смертність - 136 осіб, зареєстровано 84 шлюби. У 2001 р. активне населення становило 7.148 осіб, з них безробітних - 844 особи.

Серед осіб, які проживали на території міста у 2001 р., 10.303 народилися в Каталонії (з них 7.114 осіб у тому самому районі, або кумарці), 3.518 осіб приїхало з інших областей Іспанії, а 1.021 особа приїхала з-за кордону. 

Вищу освіту має 8,5% усього населення. 

У 2001 р. нараховувалося 5.473 домогосподарства (з них 26,4% складалися з однієї особи, 25,2% з двох осіб,20% з 3 осіб, 18% з 4 осіб, 6% з 5 осіб, 2,4% з 6 осіб, 1,1% з 7 осіб, 0,4% з 8 осіб і 0,6% з 9 і більше осіб).

Активне населення міста у 2001 р. працювало у таких сферах діяльності : у сільському господарстві - 4,7%, у промисловості - 17,2%, на будівництві - 17,1% і у сфері обслуговування - 61,1%. 

 У муніципалітеті або у власному районі (кумарці) працює 6.141 особа, поза районом - 1.931 особа.

### Доходи населення
У 2002 р. доходи населення розподілялися таким чином :
| \| Доходи населення за статтями доходів \| Доходи населення за статтями доходів \| Доходи населення за статтями доходів \| \| Рік \| 2002 р. \| 2001 р. \| \| ------------------------------------ \| ------------------------------------ \| ------------------------------------ \| \| Заробітна платня \| 56,8% \| 57,5% \| \| Доходи від ведення бізнесу \| 27,8% \| 27,4% \| \| Соціальна допомога \| 15,3% \| 15% \| |         |         |
| Доходи населення за статтями доходів |         |         |
| Рік | 2002 р. | 2001 р. |
| Заробітна платня | 56,8%   | 57,5%   |
| Доходи від ведення бізнесу | 27,8%   | 27,4%   |
| Соціальна допомога | 15,3%   | 15%     |

### Безробіття
У 2007 р. нараховувалося 639 безробітних (у 2006 р. - 672 безробітних), з них чоловіки становили 35,1%, а жінки - 64,9%.

## Економіка
У 1996 р. валовий внутрішній продукт розподілявся по сферах діяльності таким чином :
| \| Валовий внутрішній продукт \| Валовий внутрішній продукт \| Валовий внутрішній продукт \| \| Рік \| 1996 р. \| 1991 р. \| \| -------------------------- \| -------------------------- \| -------------------------- \| \| Сільське господарство \| 4% \| 0% \| \| Промисловість \| 18,9% \| 0% \| \| Будівництво \| 12,9% \| 0% \| \| Послуги \| 64,2% \| 0% \| |         |         |
| Валовий внутрішній продукт |         |         |
| Рік | 1996 р. | 1991 р. |
| Сільське господарство | 4%      | 0%      |
| Промисловість | 18,9%   | 0%      |
| Будівництво | 12,9%   | 0%      |
| Послуги | 64,2%   | 0%      |

### Підприємства міста

#### Промислові підприємства
| \| Промислові підприємства міста, за сферою діяльності \| Промислові підприємства міста, за сферою діяльності \| Промислові підприємства міста, за сферою діяльності \| \| Рік \| 2002 р. \| 2001 р. \| \| --------------------------------------------------- \| --------------------------------------------------- \| --------------------------------------------------- \| \| Енергетичні та водні ресурси \| 1,3% \| 1,4% \| \| Хімія та метали \| 5,3% \| 5,6% \| \| Переробка металів \| 40% \| 37,5% \| \| Продукти харчування \| 12% \| 12,5% \| \| Текстиль \| 1,3% \| 0% \| \| Виробництво меблів, видання \| 34,7% \| 37,5% \| \| Інше \| 5,3% \| 5,6% \| \| Усього підприємств \| 75 \| 72 \| |         |         |
| Промислові підприємства міста, за сферою діяльності |         |         |
| Рік | 2002 р. | 2001 р. |
| Енергетичні та водні ресурси | 1,3%    | 1,4%    |
| Хімія та метали | 5,3%    | 5,6%    |
| Переробка металів | 40%     | 37,5%   |
| Продукти харчування | 12%     | 12,5%   |
| Текстиль | 1,3%    | 0%      |
| Виробництво меблів, видання | 34,7%   | 37,5%   |
| Інше | 5,3%    | 5,6%    |
| Усього підприємств | 75      | 72      |

#### Роздрібна торгівля
| \| Підприємства роздрібної торгівлі міста, за сферою діяльності \| Підприємства роздрібної торгівлі міста, за сферою діяльності \| Підприємства роздрібної торгівлі міста, за сферою діяльності \| \| Рік \| 2002 р. \| 2001 р. \| \| ------------------------------------------------------------ \| ------------------------------------------------------------ \| ------------------------------------------------------------ \| \| Продукти харчування \| 26,2% \| 27,3% \| \| Одяг та взуття \| 27,1% \| 25,2% \| \| Товари для дому \| 16,4% \| 16,3% \| \| Книги та періодичні видання \| 3,7% \| 3,3% \| \| Промислова хімічна продукція \| 5,1% \| 5,1% \| \| Продукція, пов'язана з транспортними засобами \| 4,4% \| 4,4% \| \| Інше \| 17,1% \| 18,4% \| \| Усього підприємств \| 432 \| 429 \| |         |         |
| Підприємства роздрібної торгівлі міста, за сферою діяльності |         |         |
| Рік | 2002 р. | 2001 р. |
| Продукти харчування | 26,2%   | 27,3%   |
| Одяг та взуття | 27,1%   | 25,2%   |
| Товари для дому | 16,4%   | 16,3%   |
| Книги та періодичні видання | 3,7%    | 3,3%    |
| Промислова хімічна продукція | 5,1%    | 5,1%    |
| Продукція, пов'язана з транспортними засобами | 4,4%    | 4,4%    |
| Інше | 17,1%   | 18,4%   |
| Усього підприємств | 432     | 429     |

#### Сфера послуг
| \| Підприємства міста, що працюють у сфері послуг, за діяльністю \| Підприємства міста, що працюють у сфері послуг, за діяльністю \| Підприємства міста, що працюють у сфері послуг, за діяльністю \| \| Рік \| 2002 р. \| 2001 р. \| \| ------------------------------------------------------------- \| ------------------------------------------------------------- \| ------------------------------------------------------------- \| \| Гуртова торгівля \| 8,9% \| 9,1% \| \| Готелі та готельний бізнес \| 26,8% \| 27,4% \| \| Транспорт та зв'язок \| 9,6% \| 10,5% \| \| Посередницькі фінансові послуги \| 4,1% \| 4,5% \| \| Послуги підприємствам \| 6,8% \| 6,3% \| \| Послуги фізичним особам \| 28% \| 26,6% \| \| Нерухомість та ін. \| 15,8% \| 15,5% \| \| Усього підприємств \| 676 \| 646 \| |         |         |
| Підприємства міста, що працюють у сфері послуг, за діяльністю |         |         |
| Рік | 2002 р. | 2001 р. |
| Гуртова торгівля | 8,9%    | 9,1%    |
| Готелі та готельний бізнес | 26,8%   | 27,4%   |
| Транспорт та зв'язок | 9,6%    | 10,5%   |
| Посередницькі фінансові послуги | 4,1%    | 4,5%    |
| Послуги підприємствам | 6,8%    | 6,3%    |
| Послуги фізичним особам | 28%     | 26,6%   |
| Нерухомість та ін. | 15,8%   | 15,5%   |
| Усього підприємств | 676     | 646     |

## Житловий фонд
У 2001 р. 6,4% усіх родин (домогосподарств) мали житло метражем до 59 м2, 43,4% - від 60 до 89 м2, 36,2% - від 90 до 119 м2 і
14% - понад 120 м2.

З усіх будівель у 2001 р. 34,4% було одноповерховими, 44,4% - двоповерховими, 13,7
% - триповерховими, 4,2% - чотириповерховими, 2,3% - п'ятиповерховими, 0,7% - шестиповерховими,
0,1% - семиповерховими, 0,2% - з вісьмома та більше поверхами.

## Автопарк
| \| Автомобілі, зареєстровані у місті, за призначенням \| Автомобілі, зареєстровані у місті, за призначенням \| Автомобілі, зареєстровані у місті, за призначенням \| \| Рік \| 2006 р. \| 2005 р. \| \| -------------------------------------------------- \| -------------------------------------------------- \| -------------------------------------------------- \| \| Приватні автомобілі \| 67,8% \| 69% \| \| Мотоцикли \| 12,4% \| 11,5% \| \| Вантажівки \| 17,4% \| 17,2% \| \| Трактори \| 0,3% \| 0,3% \| \| Автобуси та ін. \| 2% \| 2% \| \| Усього автомобілів \| 13.063 шт. \| 12.516 шт. \| |            |            |
| Автомобілі, зареєстровані у місті, за призначенням |            |            |
| Рік | 2006 р.    | 2005 р.    |
| Приватні автомобілі | 67,8%      | 69%        |
| Мотоцикли | 12,4%      | 11,5%      |
| Вантажівки | 17,4%      | 17,2%      |
| Трактори | 0,3%       | 0,3%       |
| Автобуси та ін. | 2%         | 2%         |
| Усього автомобілів | 13.063 шт. | 12.516 шт. |

## Вживання каталанської мови
У 2001 р. каталанську мову у місті розуміли 95,7% усього населення (у 1996 р. - 96,8%), вміли говорити нею 78,9% (у 1996 р. - 
83,1%), вміли читати 78,1% (у 1996 р. - 79,7%), вміли писати 56,4
% (у 1996 р. - 55,5%). Не розуміли каталанської мови 4,3%.

## Політичні уподобання
У виборах до Парламенту Каталонії у 2006 р. взяло участь 6.537 осіб (у 2003 р. - 7.492 особи). Голоси за політичні сили розподілилися таким чином:
| \| Вибори до Парламенту Каталонії \| Вибори до Парламенту Каталонії \| Вибори до Парламенту Каталонії \| \| Рік \| 2006 р. \| 2003 р. \| \| -------------------------------------- \| ------------------------------ \| ------------------------------ \| \| Конвергенція та Єднання (CiU) \| 34,5% \| 35% \| \| Соціалістична партія Каталонії (PSC) \| 27,9% \| 28,1% \| \| Народна партія (PP) \| 7,4% \| 9,6% \| \| Ініціатива за Каталонію — Зелені (ICV) \| 7,5% \| 6,3% \| \| Республіканська лівиця Каталонії (ERC) \| 19,2% \| 19,4% \| \| Громадяни — Громадянська партія (C's) \| 0,8% \| 0% \| \| Інші \| 2,9% \| 1,6% \| |         |         |
| Вибори до Парламенту Каталонії |         |         |
| Рік | 2006 р. | 2003 р. |
| Конвергенція та Єднання (CiU) | 34,5%   | 35%     |
| Соціалістична партія Каталонії (PSC) | 27,9%   | 28,1%   |
| Народна партія (PP) | 7,4%    | 9,6%    |
| Ініціатива за Каталонію — Зелені (ICV) | 7,5%    | 6,3%    |
| Республіканська лівиця Каталонії (ERC) | 19,2%   | 19,4%   |
| Громадяни — Громадянська партія (C's) | 0,8%    | 0%      |
| Інші | 2,9%    | 1,6%    |

У муніципальних виборах у 2007 р. взяло участь 6.857 осіб (у 2003 р. - 7.718 осіб). Голоси за політичні сили розподілилися таким чином:
| \| Муніципальні вибори \| Муніципальні вибори \| Муніципальні вибори \| \| Рік \| 2007 р. \| 2003 р. \| \| -------------------------------------- \| ------------------- \| ------------------- \| \| Конвергенція та Єднання (CiU) \| 17,9% \| 26% \| \| Соціалістична партія Каталонії (PSC) \| 39,5% \| 33,3% \| \| Народна партія (PP) \| 7,4% \| 7,6% \| \| Ініціатива за Каталонію — Зелені (ICV) \| 11,6% \| 16,1% \| \| Республіканська лівиця Каталонії (ERC) \| 9,7% \| 7,3% \| \| Громадяни — Громадянська партія (C's) \| 0% \| 0% \| \| Інші \| 14% \| 9,8% \| |         |         |
| Муніципальні вибори |         |         |
| Рік | 2007 р. | 2003 р. |
| Конвергенція та Єднання (CiU) | 17,9%   | 26%     |
| Соціалістична партія Каталонії (PSC) | 39,5%   | 33,3%   |
| Народна партія (PP) | 7,4%    | 7,6%    |
| Ініціатива за Каталонію — Зелені (ICV) | 11,6%   | 16,1%   |
| Республіканська лівиця Каталонії (ERC) | 9,7%    | 7,3%    |
| Громадяни — Громадянська партія (C's) | 0%      | 0%      |
| Інші | 14%     | 9,8%    |